# Kaliforgia
A Kaliforgia (eredeti cím: Californication) amerikai vígjáték-drámasorozat, amely 2007 és 2014 között hét évadot ért meg. A sorozatot Tom Kapinos alkotta meg, a Kaliforgia 2007. augusztus 13-án debütált a Showtime csatornán. Magyarországon az HBO mutatta be 2007. november 6-án. A sorozat főszereplője Hank Moody (David Duchovny), egy írói válságban szenvedő író, akinek szakmai nehézségei mellett barátnőjével, Karennel (Natascha McElhone) és közös lányukkal, Beccával (Madeleine Martin) sem mindig felhőtlen a kapcsolata. Visszatérő szereplő még Hank menedzsere és legjobb barátja, Charlie Runkle (Evan Handler), valamint felesége (egy ideig exfelesége), Marcy (Pamela Adlon).
A sorozat a premier után akkora népszerűségre tett szert, hogy már a 4. rész levetítése után a Showtime berendelte a második évadot, miközben Ausztráliában a katolikus egyház a sorozat betiltásáért harcol. A Kaliforgia több díjat, illetve jelölést is kapott, köztük egy Emmy-díjat (és két további jelölést), továbbá egy Golden Globe-díjat (és három további jelölést).

## Cselekmény
|  | Alább a cselekmény részletei következnek! |

A sorozat főszereplője, az író Hank Moody folyamatosan belső démonaival küzd: hosszú ideje alkotói válságban szenved, hedonista életet él, rendszeresen iszik és drogozik. Mindeközben próbálja rendezni kapcsolatát volt barátnőjével, Karennel, akit még mindig szeret, illetve közös lányukkal, a tizenéves Beccával. A sorozat további szereplője Hank ügynöke és legjobb barátja, Charlie Runkle, valamint annak felesége, Marcy.

### Első évad
Az első évadban (2007. augusztus 13. - október 29.) Karen összeházasodni készül egy Los Angeles-i lapkiadóval, Bill-lel. Hank God Hates Us All című regényét megfilmesítik, és az adaptáció sikeres lesz, de az író mély dühöt érez, mivel a rendező az eredeti művétől teljesen eltérő, romantikus filmet készített. Hank ideje nagy részét ivással tölti, írás helyett. Egy könyvesboltban megismer egy fiatalabb nőt, akivel egyéjszakás kapcsolatot létesít: a nő, Mia azonban Bill 16 éves lánya, kapcsolatuk pedig az amerikai törvények szerint megrontásnak minősül. Mia zsarolni kezdi Hank-et, és arra kényszeríti, hogy az író műveit a sajátjaiként használhassa fel egy iskolai feladatban.
Apja halála után Hank depresszióba esik és Karen karjaiban talál vigaszt. A temetést követően Hank New Yorkban marad, hogy befejezze egy újabb regény vázlatát, a mű azonban később elveszni látszik, mikor Hank kocsiját elrabolják. Mia azonban korábban lemásolta a művet és most a sajátjaként tünteti fel. Karen és Bill esküvőjén Hank úgy dönt, beletörődik a helyzetbe, de amikor Beccával elhagyni készülnek a rendezvényt, Karen faképnél hagyja Billt és beugrik Hank kocsijába.

### Második évad
A második évadban (2008. szeptember 28. - december 14.) Hank és Karen kapcsolata működni látszik. Hank elvégeztet magán egy vazektómia-műtétet, majd részt vesz egy partin, melyet Sonja szervez (akivel az első évadban Hank lefeküdt). Egy félreértés és egy rendőrrel való összeverekedés miatt Hank börtönbe kerül, ahol megismeri a világhírű zenei producert, Lew Ashbyt. Ashby megbízza Hank-et az életrajza elkészítésével.
A túlzásba vitt irodai önkielégítések miatt Charlie elveszíti munkáját. Úgy dönt, a pornóiparban helyezkedik el, és ügynökként szárnyai alá vesz egy Daisy nevű pornószínésznőt. Marcyval közös pénzük nagy részét Charlie egy pornófilm, a Vaginatown elkészítésére költi, melynek főszereplője Daisy. Marcy kokainfüggősége miatt elvonóra kerül, Charlie pedig viszonyba kezd Daisyvel. Hank eljegyzi Karent, de még aznap felmerül a lehetősége annak, hogy Sonja születendő gyermekének Hank a biológiai apja. Karen a történtek után visszautasítja az eljegyzést, emiatt Hank ismét visszazuhan korábbi züllött életmódjába.
Hank összeköltözik Ashbyvel, aki Miával kezd viszonyba. Becca megismerkedik egy fiúval, Damiennel. Mia könyve sikeres lesz, Ashby partit szervez a tiszteletére, ahol Damien megcsalja Beccát, Charlie pedig úgy dönt, elhagyja Marcyt és Daisyvel kezd új életet. Ashby életét veszti, amikor tévedésből heroint szippant fel kokain helyett.
Hank befejezi Ashby életrajzát, Charlie egy BMW szalonban kap állást, Sonja gyermeke megszületik és mivel az újszülött félvér, egyértelműen nem Hank az apja. Hank és Karen ismét közeledni kezd egymáshoz, de Karen nemsokára New Yorkban kap állást. Damien bocsánatot kér Beccától, ezért Hank – hogy lányát ne szakítsa el barátjától – úgy dönt, Los Angelesben marad, míg Karen New Yorkba költözik.

### Harmadik évad
A harmadik évad (2009. szeptember 27. - december 13.) ott folytatódik, ahol az előző évad félbemaradt: Hank tanítani kezd egy főiskolán, több nővel viszonyt létesít és eközben számos bonyodalomba keveredik, miközben lányával, a serdülőkorba lépő Beccával sem felhőtlen a kapcsolata.
Az évad utolsó részében Mia visszatér és meghívja Hanket és családját első könyvének médiabemutatójára. A bulin Hank megismeri Mia menedzserét és egyben partnerét, aki tud Hank és Mia korábbi törvénytelen szexuális kalandjáról. A két férfi nézeteltérésbe kerül és verekedés tör ki, ezután Mia barátja megfenyegeti Hank-et, hogy értesíti a rendőrséget. Hank beismeri Karennek korábbi egyéjszakás viszonyát Miával, majd a hisztérikus állapotba került Karennel a vita az utcán is folytatódik. A helyszínre érkező rendőrök letartóztatják Hanket, aki kétségbeesetten ellenáll, de végül betuszkolják a rendőrautóba, Becca szeme láttára.

### Negyedik évad
A negyedik évadban (2011. január 9. - március 27.) 72 órával az előző évadfinálé eseményei után folytatódik a cselekmény. Hank élete tönkremenni látszik: Miával közös titkára fény derült, Karen gyűlöli őt és Becca is csalódott benne. Az évad során Hank bírósági ügyének előkészületei zajlanak, ügyvédje igyekszik megmenteni őt a kiskorú megrontásának vádja alól. Eközben Mia regényének filmadaptációja, a Fucking & Punching készítése is folyamatban van, mely szintén nem zajlik problémamentesen.
Charlie megtudja, hogy vazektómiaműtétje ellenére lehetséges, hogy teherbe ejtette Marcyt, Becca csatlakozik egy lányzenekarhoz, Karen pedig új partnert talál.

### Ötödik évad
Az ötödik évad (2012. január 8. - április 1.) két évvel és kilenc hónappal az előző évad után játszódik, Hank próbaidejének lejárta előtt nem sokkal. Hank New Yorkba költözött, de rövid időre üzleti ügyben visszatér Los Angelesbe, ám családi okokból elhúzódik a látogatása. Karen időközben feleségül ment Bates professzorhoz, a tizenkilenc éves Becca főiskolára jár és új barátja van, Marcy pedig Stu Beggs felesége lett, akivel együtt nevelik Marcy és Charlie gyermekét, Stuart-ot.

### Hatodik évad
A hatodik évadban (2013. január 13. - április 7.) Hank elvonóra kerül, majd egy excentrikus, drogos rocksztár Atticus Fetch (Tim Minchin) üzleti partnere lesz, aki musicalt akar készíteni Hank regénye alapján. Hank az elvonón megismerkedik Faith-tel (Maggie Grace), aki grouppie-ként a rocksztárok múzsájának számít. Bár Faith látszólag tökéletesen összeillik Hankkel, ő mégsem képes túllépni Karennel való kapcsolatán és az évad végén ismét megpróbál visszatérni hozzá.
Az évadban vendégszerepel Marilyn Manson, aki Atticus barátjaként önmagát alakítja.

### Hetedik évad
A hetedik évadban (2014. április 13. – június 29.) Hank visszatérése Karenhez nem úgy alakul, ahogyan eltervezte. A férfi munkát kap egy televíziós sorozat elkészítésében és találkozik egy régebbi barátnőjével, valamint annak fiával, Levonnal – akinek Hank az apja. Közben Charlie és Marcy kapcsolata is nagy próbatételen esik át. Az évad végén Hank és Karen ismét egymásra talál.

## Szereplők

### Főszereplők
- Henry James „Hank” Moody (David Duchovny), szeszélyes természetű író, a sorozat főszereplője.
- Karen Van Der Beek (Natascha McElhone), Hank barátnője, aki építészként dolgozik.
- Rebecca „Becca” Moody (Madeleine Martin), Hank és Karen tizenéves lánya.
- Charles W. Runkle (Evan Handler), Hank ügynöke és legjobb barátja.
- Marcy Runkle (Pamela Adlon), Charlie felesége, majd exfelesége, akivel van egy közös gyermekük, Stu.

### Visszatérő szereplők
- Mia Lewis (Madeline Zima), Bill Lewis tizenéves lánya, akivel Hank az első részben egyéjszakás kapcsolatba bonyolódik. (1-4. évad)
- Bill Lewis (Damian Young), Karen exvőlegénye, Mia apja, Hank vetélytársa az első évadban. (1-4. évad)
- Stu Baggs (Stephen Tobolowsky), filmproducer, Marcy barátja, majd férje. (4-6. évad)

### Vendégszereplők
- Rick Springfield, önmagát alakítja a 3. évadban.
- RZA – Samurai Apocalypse, híres rapper, Hank üzleti partnere. (5. évad)
- Marilyn Manson, önmagát alakítja Atticus Fetch egyik barátjaként. (6. évad)

## Epizódok
| Évad | Évad | Epizódok | Eredeti sugárzás     | Eredeti sugárzás   | Eredeti adó | Magyar sugárzás      | Magyar sugárzás      | Magyar adó |
| Évad | Évad | Epizódok | Évadpremier          | Évadfinálé         | Eredeti adó | Évadpremier          | Évadfinálé           | Magyar adó |
| ---- | ---- | -------- | -------------------- | ------------------ | ----------- | -------------------- | -------------------- | ---------- |
|      | 1    | 12       | 2007. augusztus 13.  | 2007. október 29.  | Showtime    | 2007. november 6.    | 2008. január 22.     | HBO        |
|      | 2    | 12       | 2008. szeptember 28. | 2008. december 14. | Showtime    | 2009. január 6.      | 2009. március 24.    | HBO        |
|      | 3    | 12       | 2009. szeptember 27. | 2009. december 13. | Showtime    | 2010. szeptember 18. | 2010. december 11.   | AXN        |
|      | 4    | 12       | 2011. január 9.      | 2011. március 27.  | Showtime    | 2011. május 3.       | 2011. június 7.      | HBO        |
|      | 5    | 12       | 2012. január 8.      | 2012. április 1.   | Showtime    | 2012. március 13.    | 2012. május 29.      | HBO        |
|      | 6    | 12       | 2013. január 13.     | 2013. április 7.   | Showtime    | 2013. április 16.    | 2013. július 2.      | HBO        |
|      | 7    | 12       | 2014. április 13.    | 2014. június 29.   | Showtime    | 2014. július 15.     | 2014. szeptember 30. | HBO        |

## Jogi problémák
2007 novemberében a Red Hot Chili Peppers együttes beperelte a sorozatot gyártó Showtime Networköt. Az együttes úgy vélte, hogy a védjegy használata közvetve sérti az anyagi érdekeiket, ugyanis a Californication elnevezés az együttes népszerű albuma és az azon található egyező című szám révén sajátságos, hozzájuk kötődő tartalommal bír. Indokolásuk szerint a sorozat és az album azonos elnevezése megtévesztő lehet a fogyasztók számára.